# Little Tuesday
Charlotte Selina Wood (1887-?), más conocida como Little Tuesday, fue una actriz infantil y sobrina del dramaturgo Joseph Arthur que tuvo un período de popularidad novedosa a principios de la década de 1890.

## Biografía
Charlotte Selina Wood nació alrededor de 1887, hija de Annetta Cobb y Harold George Wood, en Long Branch (Nueva Jersey). El tío de Tuesday era el dramaturgo Joseph Arthur, conocido por sus obras melodramáticas como Blue Jeans y The Still Alarm. Según algunos informes, Arthur le dio a Wood el sobrenombre de "Little Tuesday" porque sus padres no pudieron decidir un nombre artístico para ella.
Hizo su debut en el teatro interpretando a una bebé en Helen's Inheritance en el Teatro Madison Square a finales de 1889. También aparecía muchas veces en Pine Meadow en el Teatro Fourteenth Street. El 18 de mayo de 1890, se llevó a cabo un acto benéfico en el Teatro Star, supuestamente ganó ciento de dólares por su "mantenimiento y educación". A fines de 1890, The New York Times señaló a Tuesday como una "actriz notablemente inteligente" y "una niña con una inconsciencia más  refrescante para su maravillosa habilidad para entretener". Tuesday no aparecía con regularidad en los espectáculos, pero realizaba actuaciones privadas para la élite de Nueva York, Tuesday también hacía actuaciones con caridad.
De 1892 a 1893, se unió a una producción itinerante de The Still Alarm, y sus apariciones fueron bien recibidas. Según algunos informes, visitó la Casa Blanca durante ese tiempo. En Nueva York, la  Sociedad de Nueva York para la Prevención de la Crueldad contra los Niños trató de interferir sus actuaciones.
Las apariciones de Tuesday, nunca habían sido fuecuentres, por lo que disminuyeron en 1893 porque tenía que ir a la escuela. En 1896 debutó una obra de teatro llamada  Beware, the Dog escrita por su tío, y se informó que Tuesday se había "retirado" del escenario ese mismo año.
Después de su "retiro", Little Tuesday desapareció de la memoria pública. Se graduó de la Escuela Convento del Sagrado Corazón en Nueva York en 1903, y en 1915 se casó con el empresario George T. Zimmerman. A finales de la década de 1920, se informó que desempeñaba como presidenta de un club fundado por su madre llamado "Theoria".